# Alexornis
Alexornis ("pták Alexe (Wetmora)") je druh ptáka z podtřídy Enantiornithes ze souvrství La Bocana Roja v mexickém státě Baja California z období křídy, konkrétně věku kampán, stáří kolem 84 až 71 milionů let. Typovým a jediným druhem tohoto rodu je Alexornis antecedens. Alexornis vzniklo složeninou ze jména ornitologa Alexandra Wetmorea a starořeckého slova ornis, což znamená „pták“, latinsky pak název druhu znamená „rodný“. Odhadovaná hmotnost tohoto praptáka činila asi 37 gramů. Jeho přesné rozměry neznáme, byl však velký přibližně jako současný vrabec.

## Objev
Alexornis antecedens je znám pouze z jediného fragmentu kostry, který postrádá lebku. Pták byl asi velikosti vrabce. Druh byl objeven v roce 1971, během roku 1976 ho pojmenoval a popsal vědec Pierce Brodkorb. Brodkorb předpokládal podobnost dnešním druhům ptáků a svého času jej definoval jako jediný známý druh pozemního ptáka z období křídy po Gobipteryx minuta (mnoho dalších ptáků z období křídy bylo považováno za vodní nebo osidlujících ekosystémy blízko vody).

## Klasifikace
Alexornis byl původně označen za přímého předchůdce dnešních ptáků, konkrétně řádů srostloprstých a šplhavců. Nicméně při nálezu fosilií byla zjištěna pouhá podobnost s těmito řády. Enantiornithes se vyznačují otočeným kloubem mezi lopatkou (scapula) a krkavčí kostí (os coracoideum) v rameni, přičemž Larry Martin v roce 1983 poukázal na Brodkorbův omyl, když tyto kosti v jeho původním popisu vinou anatomie kloubu zaměnil.
Později se zjistilo, že Alexornis byli příbuzní se středoasijským rodem Kizylkumavis spojeným s ostatními ptáky řádu Enantiornithes z období křídy. Evženij Nikolajevič Kuročkin v roce 1996 tvrdil, že Alexornis tvořili čeleď Alexornithidae, spolu s rody Kizylkumavis a Sazavis. Alexornis nesou podobné znaky skeletální anatomie jako ptáci z Jižní Ameriky z přibližně stejné doby, kteří spolu s rody Martinavis a Elbretornis patří do řádu Enantiornithes.

## Rozměry
Podle vědecké studie, publikované v září roku 2020, činila hmotnost tohoto praptáka asi 36 až 38 gramů.

## V populární kultuře
Alexornis jménem „Alex“ se objevil v animovaném filmu Putování s dinosaury z roku 2013 jako hlavní postava a vypravěč, namluvený hercem Johnem Leguizamem. Postava mluví s mexickým přízvukem pro lepší představu o původu ptáka navzdory tomu, že se film odehrává na Aljašce. Leguizamo v rozhovoru s redakcí webu Gozamos řekl: „Tento pták byl nalezen v Mexiku, tak jsme mu dali španělský přízvuk.“ Kvůli fragmentovému stavu fosilie je Alexornis ve filmu zpodobněn podobnými druhy.